# بناء مدرج

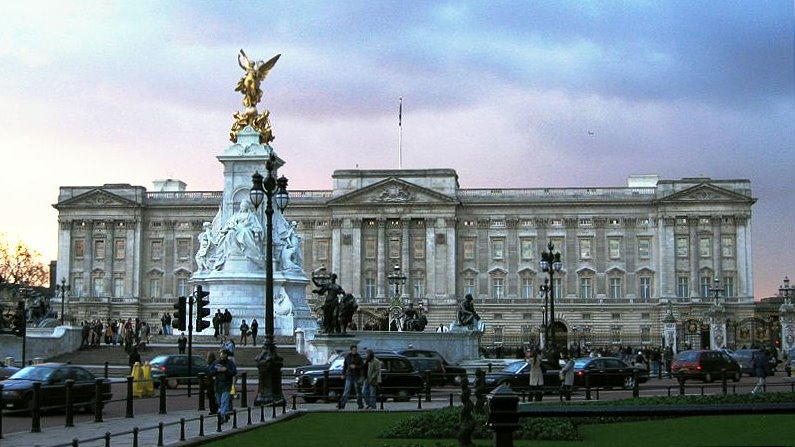
قصر بكنغهام، مُدرجة بالدرجة الأولى.

البناء المُدرج[بحاجة لمصدر] (بالإنجليزية: Listed building)‏ هو نوع من التصنيف يُعمل به في المملكة المتحدة.
الهدف منه هو المحافظة على الأبنية الأثرية. هذا التصنيف يستخدم بكثرة وهناك حوالي نصف مليون بناء مدرج في البلد.
هناك ثلاث درجات من التصنيف، درجة أولى (Grade I) للأبنية المهمة جدا ودرجة ثانية* (Grade *II) ودرجة ثانية (Grade II) للابنية الاقل أهمية. 92% من المباني المدرجة تصنف في القسم الثاني (Grade II).